# Paviljoen 6 (Băile Herculane)
Paviljoen 6 (Roemeens: Pavilionul 6) is een monument in de stad Băile Herculane, een bekend kuuroord in Roemenië.

## Geschiedenis
Aanvankelijk stond op de plek waar nu Paviljoen 6 staat, het "Grote Restaurant", gebouwd in 1824, dat in 1900 afbrandde. In 1906 werd het huidige gebouw gebouwd op de plaats van de voormalige feestzaal. Het ontwerp voor het bouw, gemaakt door de architecten Guido Hoepfner en Géza György, werd geselecteerd na het uitschrijven van een wedstrijd. Het ontwerp, dat uit een kelder, begane grond, mezzanine en drie verdiepingen bestond, en destijds uitgerust was met een lift, was de laatste en tegelijkertijd de meest imposante constructie aan het Herculesplein. De gevel van het gebouw, met zijn expressieve details, heeft vele bas-reliëfs die tonen wat er te doen was in het resort aan het begin van de 20e eeuw.